# El Olivo (Atacama)
El Olivo es una localidad chilena ubicada en la Provincia del Huasco, Región de Atacama. Esta localidad forma parte del Valle de El Tránsito, que antiguamente se conocía como Valle de los Naturales.

## Historia
Los antecedentes históricos de Chigüinto son escasos.
Antiguamente, constituyó un asentamiento indígena del Valle de El Tránsito.
En 1870 se marcó otro hito principal en la historia de Guasco Alto. Llegó a vivir y trabajar por allí por el espacio de once años, hasta su muerte en 1881 en El Tránsito, el sacerdote Italiano, P. Paulino Romani. Se construyó una capilla en La Pampa y oratorios en Quebrada de Pinte y en El Olivo.
En 1930 en el mismo lugar donde vivió el padre Romani, se realizaba  por parte de la comunidad la  procesión de la fiesta religiosa de “La Purísima”. Posteriormente, los Padres Pedro Hahn, Francisco Fitsch y Gerardo Papen celebraban en ocasiones una misa el día 8 de diciembre. Hoy en día es un grupo pequeño que se junta para esta Fiesta.

## Turismo
El olivo se encuentra muy cerca de Chigüinto y La Placeta, en sus alrededores se encuentran algunas antiguas minas de mármol, plantaciones agrícolas y el acceso al río El Tránsito.

## Accesibilidad y transporte
La localidad de Chigüinto se ubica al interior del poblado de Alto del Carmen y de la ciudad de Vallenar.
Existe transporte público diario a través de buses de rurales desde el terminar rural del Centro de Servicios de la Comuna de Alto del Carmen, ubicado en calle Marañón 1289, Vallenar.
Si viaja en vehículo propio, no olvide cargar suficiente combustible en Vallenar antes de partir. No existen puntos de venta de combustible en la comuna de Alto del Carmen.
A pesar de la distancia, es necesario considerar un tiempo mayor de viaje, debido a que la velocidad de viaje esta limitada por el diseño del camino. Se sugiere hacer una parada de descanso en el poblado de Alto del Carmen o en Marquesa para hacer más grato su viaje.
El camino es transitable durante todo el año, sin embargo es necesario tomar precauciones en caso de eventuales lluvias en invierno.

## Alojamiento y alimentación
En la comuna de Alto del Carmen existen pocos servicios de alojamiento formales en Alto del Carmen y en Chanchoquín Grande, se recomienda hacer una reserva con anticipación.
En El Olivo no hay servicios de Camping, sin embargo se puede encontrar algunas facilidades para los campistas en La Junta y en Chanchoquín.
Los servicios de alimentación son escasos, existiendo en Alto del Carmen, Chanchoquín Grande y en El Tránsito algunos restaurantes.
En muchos poblados como Marquesa y El Tránsito hay pequeños almacenes que pueden facilitar la adquisición de productos básicos durante su visita.

## Salud, conectividad y seguridad
El Olivo cuenta con servicio de electricidad y red de agua potable rural.
En el poblado de Alto del Carmen existe un Reten de Carabineros de Chile y un Centro de Salud Familiar dependiente del Municipio de Alto del Carmen.
El Olivo no cuenta con servicio de teléfonos públicos rurales, sólo con señal para teléfonos celulares.
El Municipio cuenta con una red de radio VHF en toda la comuna en caso de emergencias, incluyendo las localidades cercanas de Chigüinto y  La Marquesa.